# Luis Jerónimo de Cabrera
Luis Jerónimo Fernández de Cabrera Bobadilla Cerda y Mendoza, quarto conte di Chinchón (Madrid, 1589 – Madrid, 28 ottobre 1647), è stato un nobile spagnolo che ricoprì le cariche di capitano generale e viceré del Perù dal 14 gennaio 1629 al 18 dicembre 1639.
Si dice che la moglie, Ana de Osorio (1599-1625), sia stata una dei primi europei ad essere curata col chinino e colei che introdusse questa medicina in Europa.

## Biografia

### Nascita
Fernández de Cabrera Bobadilla nacque in una famiglia vicina al trono di Spagna. I suoi genitori erano Diego Fernández de Cabrera, terzo conte di Chinchón, e Inés Pacheco, figlia del marchese di Villena e duca di Escalona, Diego López Pacheco, e di Luisa Bernarda de Cabrera Bobadilla, terza marchesa di Moya. I genitori di Don Luis erano cugini di primo grado.

### Viceré del Perù
Divenne viceré del Perù nel 1629. Durante il suo governo sedò un'insurrezione degli indiani Uru e Mapuche. Organizzò anche la terza spedizione destinata ad esplorare il Rio delle Amazzoni, guidata da Cristóbal de Acuña, che faceva parte del gruppo tornato dalla spedizione di Pedro de Teixeira. Ampliò la marina coloniale e fortificò il porto di Callao.
Tra i suoi atti ufficiali spiccano la proibizione di commercio diretto tra Perù e Nuova Spagna (Messico) e la persecuzione degli ebrei portoghesi, principali commercianti di Lima.
Istituì anche due cattedre di medicina presso l'Università di San Marcos.

### Ritorno in Spagna
Alla fine del mandato da viceré nel 1639, Fernández de Cabrera tornò in Spagna, dove divenne consigliere di stato e accompagnò re Filippo IV nella sua campagna in Navarra, Aragona e Valencia. Morì nel 1647 a Madrid.

## Chinino
In un racconto pubblicato nel 1663 da Sebastiano Bado, un italiano, si parla di una malattia subita dalla viceregina. Nel 1638 la contessa di Chinchon si ammalò gravemente di febbre terza (malaria). Juan López de Canizares, governatore di Loxa, scrisse al viceré spiegandogli di essere stato recentemente curato con bacche dell'albero dei quinaquina, raccomandandogli lo stesso rimedio per la viceregina. Il governatore fu convocato a Lima, la medicina fu somministrata e la contessa guarì. Nel 1639, secondo Bado, la contessa tornò in Spagna, portando con sé grandi quantità di bacche di chinino. Fu la prima introduzione del chinino in Europa.
Nel 1930 fu ritrovato il diario ufficiale del viceré Fernández de Cabrera. In questo diario vengono contraddette molte delle cose scritte da Bado. Si dice che Ana de Osorio, prima contessa di Chinchón, morì in Spagna almeno tre anni prima che il marito fosse nominato viceré del Perù. Fu la seconda moglie, Francisca Henríquez de Ribera, che accompagnò il conte nelle Americhe, dove godette di ottima salute. Lo stesso conte si ammalò più volte di febbre, ma non fu mai curato con bacche. La seconda moglie, poi, non tornò mai in Spagna. Morì nel porto di Cartagena durante il viaggio di ritorno.
Alla luce di queste rivelazioni, tutti i racconti di Bado ricevono poca considerazione dagli storici. Si crede piuttosto che sia stato il gesuita Bernabé Cobo (1582-1657), che esplorò Messico e Perù, a introdurre il chinino in Europa. Portò le bacche da Lima in Spagna, e poi a Roma ed in altre parti d'Italia nel 1632.
Linneo, in onore della Chincon, diede il nome di Cinchona alla famiglia cui appartiene l'albero della china.